# Askers socken
Askers socken i Närke ingick i Askers härad, ingår sedan 1971 i Örebro kommun i Örebro län och motsvarar från 2016 Askers distrikt.
Socknens areal är 171,19 kvadratkilometer, varav 154,42 land. År 2000 fanns här 3 001 invånare. Tätorterna Odensbacken och Kilsmo, Bysta herrgård och Brevens bruk samt kyrkbyn Askersby med Askers kyrka ligger i socknen. Staden Askersund ligger däremot inte där.

## Administrativ historik
Askers socken har medeltida ursprung. 14 november 1865 överfördes till socknen Forsbro från Västra Vingåkers socken i Södermanlands län.
Vid kommunreformen 1862 övergick socknens ansvar för de kyrkliga frågorna till Askers församling och för de borgerliga frågorna till Askers landskommun. Landskommunen utökades 1952 och uppgick sedan 1971 i Örebro kommun.
1 januari 2016 inrättades distriktet Asker, med samma omfattning som församlingen hade 1999/2000.  
Socknen har tillhört fögderier, tingslag och domsagor enligt vad som beskrivs i artikeln Närke.  De indelta soldaterna tillhörde Närkes regemente, Livkompaniet och Livregementets husarkår, Östernärke skvadron.

## Geografi
Askers socken ligger söder om Hjälmaren med sjön Sottern i söder och Kvismare kanal med Östra Kvismaren i norr.  Socknen är i norr en slättbygd och är i övrigt en skogsbygd.
I norr korsas socknen av Riksväg 52. Västra stambanan passerar Kilsmo i socknens mellersta del.
Askers socken avgränsas i norr av Stora Mellösa socken. I väster ligger Norrbyås socken i Örebro kommun och Sköllersta socken i Hallsbergs kommun. I sydväst ligger Svennevads socken och Bo socken (i Hallsbergs kommun). I sydost gränsar församlingen mot Regna socken i Finspångs kommun (Östergötlands län) samt mot Västra Vingåkers socken i Vingåkers kommun (Södermanlands län). I öster ligger Lännäs socken (Örebro kommun).

## Fornlämningar
Från bronsåldern och järnåldern finns spridda gravar. Vidare finns tre gravfält från järnåldern. Det finns en fornborg. På gården Hammars ägor finns en s.k. domarring. Vid Odensbacken finns det ett gravfält som består av 45 fornlämningar.

## Namnet
Namnet (1314 Asker) kommer från kyrkbyn och antas innehålla trädslaget ask.

## Befolkningsutveckling
| Befolkningsutvecklingen i Askers socken 1750–1990                                                       | Befolkningsutvecklingen i Askers socken 1750–1990 | Befolkningsutvecklingen i Askers socken 1750–1990 | Befolkningsutvecklingen i Askers socken 1750–1990 | Befolkningsutvecklingen i Askers socken 1750–1990 |
| --- | ------------------------------------------------- | ------------------------------------------------- | ------------------------------------------------- | ------------------------------------------------- |
| |                                                   |                                                   |                                                   |                                                   |
| År |                                                   |                                                   | Folkmängd                                         |                                                   |
| 1750 | 1750                                              |                                                   | 1 851                                             |                                                   |
| 1760 | 1760                                              |                                                   | 2 041                                             |                                                   |
| 1769 | 1769                                              |                                                   | 2 204                                             |                                                   |
| 1780 | 1780                                              |                                                   | 2 136                                             |                                                   |
| 1790 | 1790                                              |                                                   | 2 326                                             |                                                   |
| 1800 | 1800                                              |                                                   | 2 385                                             |                                                   |
| 1810 | 1810                                              |                                                   | 2 508                                             |                                                   |
| 1820 | 1820                                              |                                                   | 2 640                                             |                                                   |
| 1830 | 1830                                              |                                                   | 3 184                                             |                                                   |
| 1840 | 1840                                              |                                                   | 3 706                                             |                                                   |
| 1850 | 1850                                              |                                                   | 3 877                                             |                                                   |
| 1860 | 1860                                              |                                                   | 4 019                                             |                                                   |
| 1870 | 1870                                              |                                                   | 4 196                                             |                                                   |
| 1880 | 1880                                              |                                                   | 4 449                                             |                                                   |
| 1890 | 1890                                              |                                                   | 4 592                                             |                                                   |
| 1900 | 1900                                              |                                                   | 5 000                                             |                                                   |
| 1910 | 1910                                              |                                                   | 4 900                                             |                                                   |
| 1920 | 1920                                              |                                                   | 4 468                                             |                                                   |
| 1930 | 1930                                              |                                                   | 4 262                                             |                                                   |
| 1940 | 1940                                              |                                                   | 3 724                                             |                                                   |
| 1950 | 1950                                              |                                                   | 3 350                                             |                                                   |
| 1960 | 1960                                              |                                                   | 3 113                                             |                                                   |
| 1970 | 1970                                              |                                                   | 2 862                                             |                                                   |
| 1980 | 1980                                              |                                                   | 2 864                                             |                                                   |
| 1990 | 1990                                              |                                                   | 2 954                                             |                                                   |
| Anm: Källor: Umeå universitet - Tabellverket 1749-1859, Demografiska databasen, CEDAR, Umeå universitet |                                                   |                                                   |                                                   |                                                   |

## Kända personer från bygden
- Claes Lagergren (född på Hammars gård 1853)